# Limnichus obliteratus
Limnichus obliteratus är en skalbaggsart som beskrevs av Champion 1923. Limnichus obliteratus ingår i släktet Limnichus och familjen lerstrandbaggar. Inga underarter finns listade i Catalogue of Life.